# Notation du mouvement
Pour les articles homonymes, voir notation.
La notation du mouvement est un procédé de consignation du mouvement par écrit.
Depuis le Moyen Âge, les maîtres de danse et de ballets ont tenté de décrire les pas et les figures de danse, et de les mettre sur le papier. Mais le mouvement, expression du corps humain, ne se laisse pas apprivoiser aussi aisément que la musique : en plus des caractéristiques propres à cette dernière (hauteur, force, durée, etc.), le mouvement comporte un aspect tridimensionnel particulièrement difficile à rendre en deux dimensions. Comment décrire la fluidité du mouvement ? Comment rendre sa durée, sa dynamique, sa trajectoire au sol et dans l'espace ? Comment décrire les variantes d'un mouvement, les singularités d'un danseur, les subtilités d'un style ?

## Les débuts
Dès le Moyen Âge, et presque en même temps qu'apparaît la notation musicale, le danseur tente de capter le mouvement et commence par utiliser des abréviations pour indiquer les pas à exécuter. Ainsi, vers le milieu du XVe siècle, Antonio Cornazzano et Guglielmo Ebreo écrivent chacun un traité des danses de leur temps, les basses danses. Les pas principaux de la basse danse sont la révérence (représentée par R), le simple (s), le double (d), le branle (b) et la reprise (r). Vers 1497-1500, un maître à danser de la cour de Bourgogne rédige (ou copie ?) un aide-mémoire connu sous le nom de manuscrit des basses danses de Marguerite d'Autriche et conservé à la Bibliothèque royale de Belgique. 58 danses y sont notées en lettres d'or sur papier noir : sous la portée sont notés les pas à exécuter. Mais comme la portée ne compte que quatre lignes (contre cinq aujourd'hui) et qu'on ne note que la ligne mélodique et non pas la succession des sons, à la difficulté de décrypter les pas s'ajoute celle de l'interprétation musicale. Ce système de lettres sera pourtant utilisé durant un siècle et demi.
C'est Thoinot Arbeau qui a inauguré la première fois un système de notation de la danse, à une époque où les danses de société étaient les seules à occuper la scène de sa discussion avec son élève Capriol. Ses descriptions sont verbales, de temps en temps il utilise des tableaux, mais ce qui lui est particulier, c'est qu'il fait toujours correspondre la notation de la musique avec celle des pas de danse. Le résultat donne une écriture simultanée grâce à laquelle il est possible de lire la musique et la danse en même temps.
Au XVIIe siècle, des essais d'André Lorin pour les contredanses (Livre de contredance présenté au Roy, 1686) et de Favier (Le Mariage de la Grosse Cathos) aboutissent au choix de l'écriture Beauchamp-Feuillet.
Au XXe siècle, un Austro-hongrois, Rudolf Laban, a créé un nouveau système de notation, partant de l'idée que la musique et la danse étaient deux arts différents. Pour essayer de mettre fin à une contrainte que peut apporter la musique sur la danse, il a développé un système d'écriture de la danse tout à fait différent de celui de la musique :
1. son système d'écriture se fait du bas vers le haut (alors que celle de la musique se fait de la gauche vers la droite) ;
2. il invente un système de signes tout à fait nouveau pour exprimer les éléments fondamentaux du mouvement humain (poids du corps, directions dans l'espace, déroulement dans le temps et désignation des parties du corps).

Cette discipline est très rarement introduite dans les cursus de formation en danse de nos jours, et requiert une formation spécifique. La notation Laban, introduite en France par Jacqueline Challet-Haas, est enseignée au Conservatoire national supérieur de musique et de danse de Paris.
Durant le XXe siècle, un autre théoricien de la danse, Pierre Conté, a proposé son système d'écriture de la danse. Celui-ci fait l'objet d'une fiche à l'Inventaire du patrimoine culturel immatériel en France.
C'est en regardant un organiste jouer une pièce pour orgue que Pierre Conté eut l'idée, en constatant que tous les mouvements de ses dix doigts et de ses deux pieds étaient fixés par écrit sur une partition musicale, que, de la même façon, il devait être possible de transcrire avec la même notation musicale les mouvements des pieds, des mains, du tronc, de la tête du danseur.
Il proposa ainsi une écriture basée sur le solfège traditionnel, allant de gauche à droite donc, utilisant aussi des portées pour chaque partie importante du corps (pieds, tronc, bras, tête), se positionnant sous les portées habituelles de la musique, donc en parfaite correspondance avec les mouvements du danseur, et réutilisant tous les signes connus du solfège. Il n'eut qu'à inventer quelques signes spécifiques qui n'existaient pas dans le solfège et qui étaient pourtant indispensables pour le danseur (comme les directions : avant, arrière, de côté, etc.), et le système était au point.
Un énorme avantage de ce système est qu'il est lisible par tous les musiciens, et presque sans préparation.
Bien sûr, il est évident que ce système est particulièrement adapté aux danseurs, enseignants et théoriciens, qui sont convaincus de la liaison fondamentale de la musique et de la danse, et risque de ne pas convenir à ceux et celles qui veulent au contraire mettre à distance la musique pour libérer la danse. Il s'agit, concernant la deuxième population, des quelques danseurs chercheurs qui rejetteraient la musique comme élément de base de la danse, mais on peut ajouter à cette population les enseignants de danses de société qui considèrent que la musique n'est pas indispensable à bien danser, ou que ce n'est qu'un simple accompagnement de fond dont on pourrait presque se passer si elle ne servait pas, en fait, de métronome assez pratique.

## LeXVIesiècle
Le chanoine de Langres Jehan Tabourot, mieux connu sous le pseudonyme de Thoinot Arbeau, publie en 1589 (privilège daté du 22 novembre 1588) le premier véritable « manuel » de danse, l'orchésographie, dans lequel il expose la manière d'exécuter non seulement les basses danses, mais aussi toutes les nouvelles danses du XVIe siècle. En regard de la partition musicale, disposée verticalement, il explicite les pas à exécuter, de sorte que ces danses sont, aujourd'hui, les premières qu'on ait pu reconstituer à peu près fidèlement.

## LeXVIIesiècle
Il faut attendre ensuite 1651 pour voir paraître un recueil anglais, signé par John Playford, décrivant les country dances au moyen de signes symboliques.

## Le «système Feuillet»

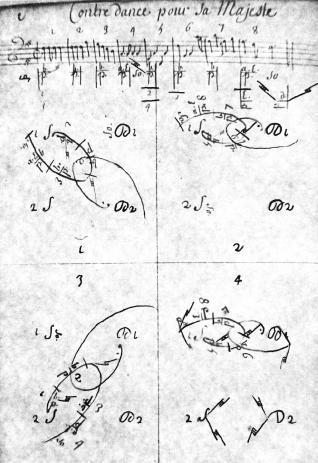
André Lorin, Livre de contredance présenté au Roy (manuscrit, 1686).

En 1686, André Lorin, membre de l'Académie royale de danse, avait dédié à Louis XIV son Livre de contredance présenté au Roy (Bibliothèque nationale de France, ms. fr. 1697). Il y décrivait la manière de danser les country dances qu'il avait apprises lors de son séjour en Angleterre avec le maréchal d'Humières.
Mais c'est en 1700 que paraît un ouvrage que l'on peut considérer comme le premier grand manuel de notation de la danse : Chorégraphie, ou l'art de décrire la dance, publié à Paris par le maître de danse Raoul Feuillet, qui reprend les travaux préalables d'un autre maître de danse, Pierre Beauchamp, propose dans sa Chorégraphie de décrire les danses de la façon suivante : la feuille de papier représente la salle où l'on danse vue d'en haut (le côté haut, où se trouve la portée musicale, désigne l'emplacement du public dans le cas d'une danse de théâtre) ; un « chemin » représente le trajet parcouru par chacun des danseurs ; ce chemin est ponctué de petites barres correspondant aux barres de mesure de la musique. De part et d'autre du chemin, des « figures » de pas et de position désignent les actions du danseur ; sur ces figures sont greffés de petits « signes » représentant des actions de base, telles que plier, glisser, tomber, élever, sauter, cabrioler, tourner, pied en l'air, pied pointé.

## LeXIXesiècle
Durant la première moitié du siècle, le système Feuillet se perpétue et connaît diverses tentatives d'adaptation aux exigences du nouveau répertoire, notamment au ballet romantique. Franz Anton Roller est l'un des derniers utilisateurs du système Feuillet, dans son ouvrage Systematisches Lehrbuch der bildenden Tanzkunst (Weimar 1843).
Parallèlement, certains théoriciens et chorégraphes recherchent de nouvelles manières de décrire les danses de leur temps. Théleur, dans ses Letters on Dancing (Londres 1831), décrit la Gavotte de Vestris au moyen de symboles abstraits disposés de part et d'autre de la portée musicale. Arthur Saint-Léon fait de même avec des figurines stylisées dans sa Sténochorégraphie parue en 1852. Friedrich Albert Zorn améliore le système de Saint-Léon dans sa Grammatik der Tanzkunst (Leipzig 1887) et décrit notamment la Cachucha que Fanny Elssler avait dansée en 1836 dans Le Diable boiteux. Quant à Bernhard Klemm, il « détourne » des signes musicaux pour figurer des attitudes et des pas de danse dans son Katechismus der Tanzkunst (Leipzig 1855), qui connaîtra un certain succès pendant plus de quarante ans.
En 1885 aussi paraît un album de photographies sous le titre Photographie chorégraphique qui démontre la tentative de notation de la danse par la photographie par un professeur de l'Université de Genève, Louis Soret ; la photo est prise dans l'exécution d'un pas par un ou des danseurs sur le corps duquel ont été fixées des petites lampes à incandescence alimentées par pile. L'album existe à la Bibliothèque de l'Opéra de Paris.

## LeXXesiècle
Jusqu'au XXe siècle, les systèmes de notation ne s'appliquent qu'à la danse, et plus particulièrement au ballet et aux danses de bals.
Antonine Meunier, en 1931, propose encore une nouvelle manière de noter la danse classique ; sa sténochorégraphie est composée de l'abrégé du nom de chaque pas que l'on place au-dessus des portées musicales.
Rudolf Laban est le premier à élaborer dans les années 1910-1920 un système « universel » d'écriture du mouvement, qu'il publiera en 1928 dans Schrifttanz.
Figure fondatrice de la danse moderne et de la recherche en danse, Rudolf Laban est né à Bratislava en 1879 de parents hongrois ; il est mort en Angleterre, où il s'était fixé, en 1958. Pédagogue, il comptera parmi ses élèves Mary Wigman et Kurt Jooss.
Sa réflexion philosophique et théorique sur le mouvement humain l'amènera à concevoir tout au long de sa vie plusieurs « systèmes » comme la choreutique — étude du corps dans l'espace —, l'eukinétique (ou effort-shape) — étude de la dynamique du mouvement —  et la cinétographie (ou kinétographie ou Labanotation), système de transcription du mouvement dont les principes seront exposés dans Schrifttanz, ouvrage publié à Vienne en 1928.
Après avoir étudié très minutieusement les lois de la cinétique humaine ainsi que les essais antérieurs d'écriture de la danse, Rudolf Laban a construit son système autour des quatre règles fondamentales traduites en quatre questions  :
- Que se passe-t-il ?
- Quand cela se produit-il ?
- Combien de temps cela dure-t-il ?
- Quelle personne ou quelle partie du corps exécute ce mouvement ?

Ce système d'écriture, appelé notation Laban, est principalement utilisé actuellement pour la danse moderne, notamment aux États-Unis. Aujourd'hui, il trouve des applications dans d'autres disciplines s'intéressant au mouvement humain ou anthropomorphe, comme l'éducation, l'anthropologie, les pratiques somatiques ou la recherche.
Un deuxième type de notation est apparue après la Seconde Guerre mondiale, en Angleterre, grâce à Rudolf Benesh qui la codifia vers 1955. Cette notation Benesh est actuellement utilisée dans de grandes maisons d'opéra et de ballet ainsi que par des chorégraphes contemporains comme Angelin Preljocaj.Ce système est actuellement enseigné au Conservatoire national supérieur de musique et de danse de Paris.
Les notations de Laban et de Benesh sont actuellement les plus utilisées au monde, mais on doit souligner que chaque compagnie possède ses propres procédés d'écriture chorégraphique, et que l'utilisation de la vidéo est le support le plus fréquent d'enregistrement de la complexité des mouvements, et surtout de l'interprétation.

### La notation du mouvement pour les déficients visuels
La danseuse française Delphine Demont a créé une adaptation en relief et en couleurs de la notation Laban, qu'elle a nommée Acajouet en référence à son association Acajou. Cette notation propose une partition tactile que les personnes aveugles et malvoyantes peuvent manipuler de manière autonome. Cet outil aide à construire un schéma corporel précis, à affiner la conscience de ses mouvements et de leurs coordinations, à créer un langage commun entre tous les élèves et leurs professeurs, pour parler du mouvement.

## Principaux systèmes de notation
- 1589 : Thoinot Arbeau, Orchésographie
- 1651 : John Playford, The English Dancing Master
- 1686 : André Lorin, Livre de contredance (manuscrit)
- 1700 : Raoul Feuillet, Chorégraphie
- 1762 : de La Cuisse, Le Répertoire des bals
- 1831 : Théleur, Letters on Dancing
- 1852 : Arthur Saint-Léon, Sténochorégraphie
- 1855 : Bernhard Klemm, Katechismus der Tanzkunst
- 1887 : Friedrich Albert Zorn, Grammatik der Tanzkunst
- 1892 : Vladimir Stepanov, Alphabet des mouvements du corps humain
- 1928 : Rudolf Laban, Schrifttanz
- 1931 : Pierre Conté, Traité d'écriture de la danse
- 1955 : Rudolf et Joan Benesh, An Introduction to Benesh Dance Notation
- 1958 : Noa Eshkol et Abraham Wachmann, Movement Notation
- 1973 : Valerie Sutton, Sutton Movement Shorthand